# Мягкая посадка

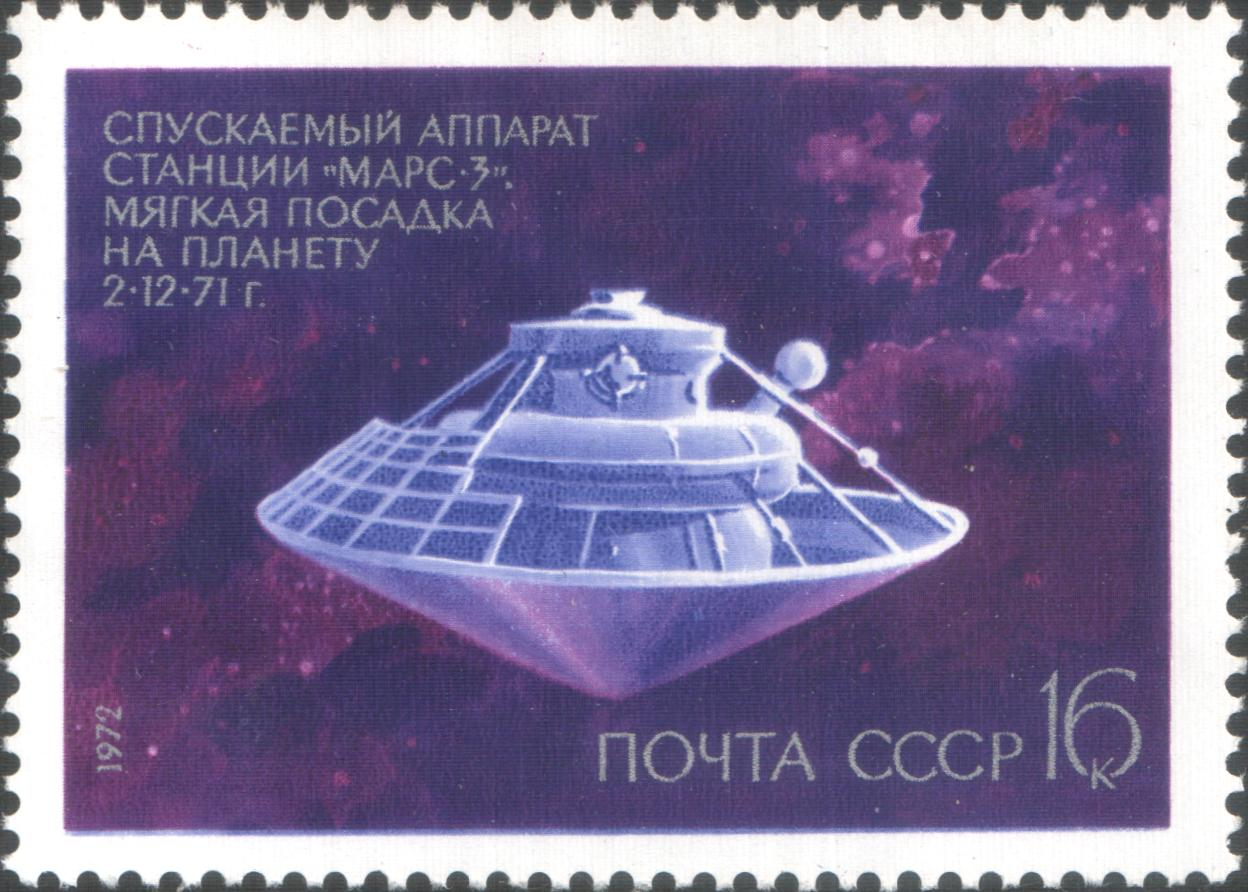
Почтовая марка СССР. 1972. Спускаемый аппарат станции Марс-3, совершивший первую в мире мягкую посадку на Марс

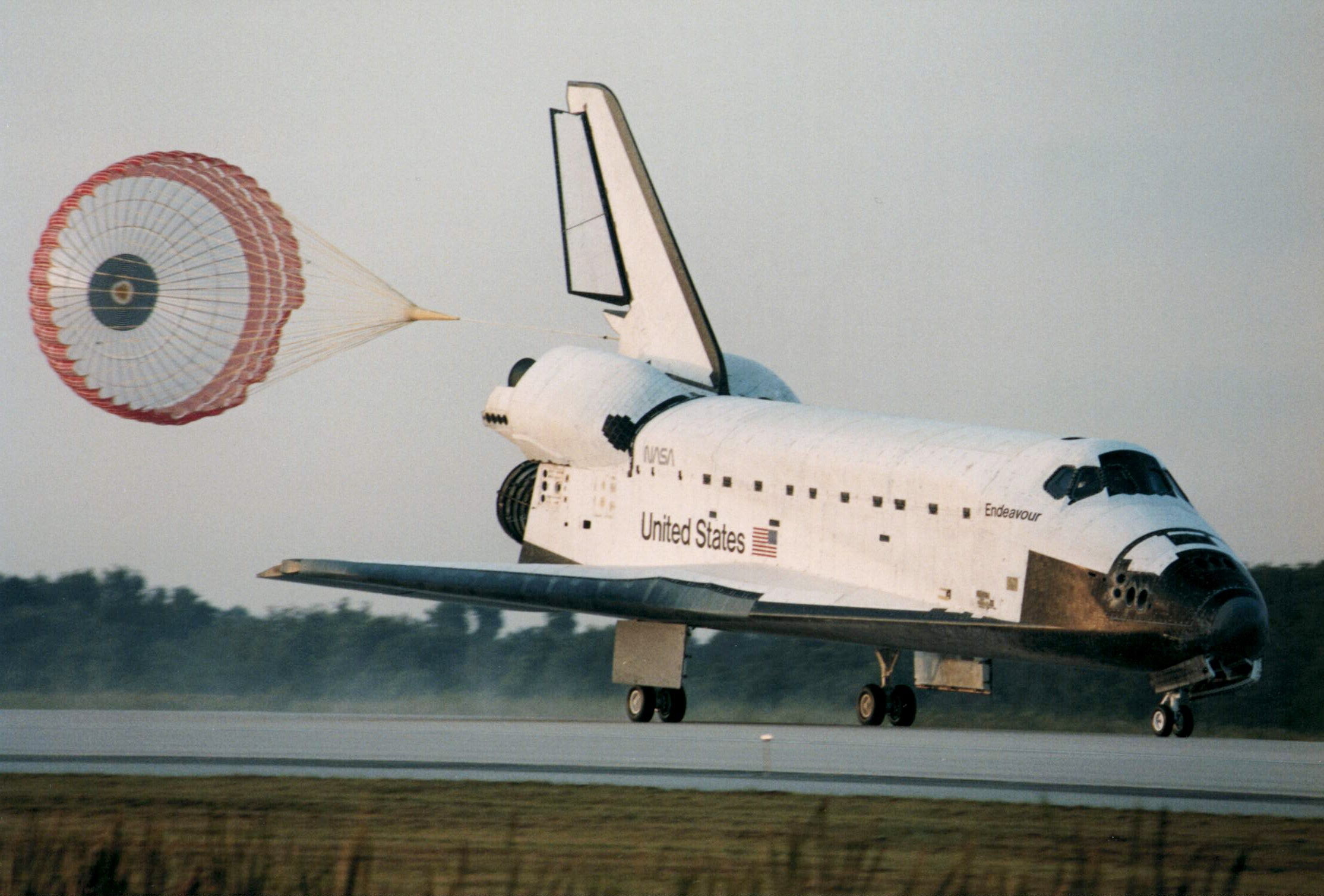
Орбитер Спейс шаттла выполняет мягкую посадку.

Мя́гкая поса́дка — посадка космического аппарата (или его части), при которой его скорость к моменту соприкосновения с поверхностью мала настолько, что не приводит к разрушению конструкций и систем: сохраняется возможность дальнейшего функционирования. 
Также данное понятие относится к приземлению десантируемого с воздушного судна груза с помощью парашютно-реактивных систем.
Существует несколько способов осуществить мягкую посадку. Для посадки аппарата на планету с мощной атмосферой — например на Венеру — применяются парашюты: таким образом, в частности, осуществлялась посадка спускаемого аппарата «Венера-4». Кроме того, как дополнительная к парашютам мера снижения скорости могут применяться специальные реактивные двигатели — двигатели мягкой посадки. Например, они используются при возвращении на Землю спускаемого аппарата корабля «Союз» и десантировании крупногабаритных грузов.
Крылатому аппарату мягкую посадку обеспечивает подъёмная сила крыла, возникающая при горизонтальном движении в атмосфере.
Для мягкой посадки на небесные тела без атмосферы применялись ракетные двигатели — например, в программе «Сервейер».
Другим устройством для мягкой посадки на тела без атмосферы является надувная конструкция: она применялась, в частности, в составе автоматических станций «Луна» и «Mars Pathfinder» (в дополнение к реактивному торможению).
Первая мягкая посадка на внеземное тело была совершена 3 февраля 1966 года советской станцией «Луна-9».
Первая мягкая посадка на другую планету — 17 августа 1970 года, советской станцией «Венера-7».